# Science et technologie en Iran
La science et la technologie en Iran, comme le pays lui-même, ont une longue histoire. La Perse a été un des berceaux de la civilisation. Les Iraniens ont contribué significativement à la connaissance moderne de la nature, de la médecine, des mathématiques et de la philosophie. Les persans ont par exemple découvert la force éolienne et l'alcool (Rhazès).

## Science en Perse

### Avant l'arrivée de l'islam
Il n'existe pas beaucoup d'information à propos de l'évolution de la science en Iran pendant l'Antiquité. Il est cependant établi que la science et la connaissance ont connu un grand progrès à la période Sassanide (226 à 652). L'académie de Gondichapour peut être citée en exemple à ce sujet; elle est devenue à l'époque sassanide un centre reconnu de médecine médicale, réputation qui dura même après la conquête musulmane de la Perse. C'est au sein de cette académie qu'a été fondé le plus ancien hôpital d'enseignement connu.
En 1700 av. J.-C., des moulins à vent avaient été développés par les Babyloniens. Ils étaient utilisés pour pomper l'eau servant à l'irrigation. Plus tard, des inventeurs persans ont amélioré ce moulin à vent en 644.
L'existence de tables astronomiques telles que les tables de Shahryar et d'observatoires, qui furent plus tard imités par les astrologues et les astronomes de la période islamique prouvent l'importance de l'astronomie en Perse pendant la dynastie Sassanide.
Dans certains livres écrit en langue Pehlevi, on peut rencontrer de nombreuses références à des sujets scientifiques (divinités, sciences naturelles, mathématiques...)
Les essais médicaux et vétérinaires, des prescriptions et les expressions mentionnées dans le Dinkart (datant de la période Sassanide) sont très intéressants. Certains livres écrits plus tard en arabe étaient initialement des livres qui étaient initialement écrits en Pehlevi ou en syriaque. Parmi ces livres, on trouve des livres traitant d'agriculture, de maladies, de traitement des volailles, de l'éducation des enfants, de stratégies de guerre...
Au milieu de l'ère sassanide, de nombreuses connaissances firent leur apparition en Perse en provenance de l'Occident sous la forme des connaissances et des traditions de la Grèce qui, en ces temps d'expansion du christianisme étaient transmises en syriaque, la langue officielle des chrétiens de l'époque, ainsi qu'en script iranien nestorien. Les écoles chrétiennes en Iran ont formé des scientifiques comme Nersi, Farhad et Marabai. Un livre a aussi été écrit en syriaque par Paulus Persa, dédié au roi sassanide Khosro Ier Anushiravan.
D'autres grands maîtres ont été le produit d'écoles scientifiques et théologiques similaires, on peut citer Ibrahim Madi, Hibai le traducteur, Marbab Gondishapuri et Paulus fils de Kaki de Karkhe.
L'arrivée de 7 disciples grecs de l'école néo-platonicienne (Damascius le Syrien, Simplicius le Cilicien, Eulamius le Phrygien, Priscianus le Lydien, Hermas et Diogène tous deux de Phénicie, Isidore de Gaza) à cause du régime de l'empereur romain Justinien a été une aubaine pour la science en Perse. Le Roi Khosro Ier s'entretient de nombreuses fois avec ces hommes, particulièrement avec celui nommé Priscianus le Lydien. Un résumé de ces discussions a été compilé dans un livre intitulé "Réponses à certaines questions de Khosor, roi de Perse", dont nous n'avons qu'une traduction latine du IXe siècle, Solutiones eorum de quibus dubitavit Chosroes Persarum rex. Ces discussions traitent divers sujets, dont la philosophie, la physiologie, le métabolisme, les sciences naturelles et l'astronomie.
L'invention des premières piles électriques daterait de l'époque Parthe ou Sassanide. Certains archéologues suggèrent que ces dispositifs étaient utilisés à des fins médicales, d'autres pour pratiquer l'électrolyse,

### Période suivant l'arrivée de l'islam en Perse

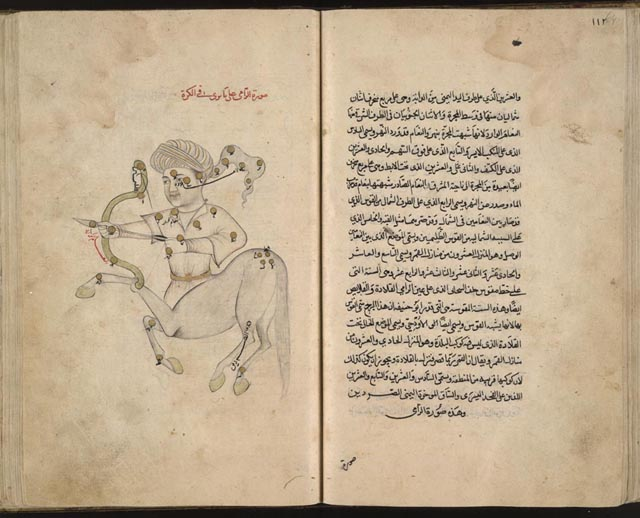
Représentation des constellations célestes, Manuscrit de Al-Sufi.

La philosophie de la période islamique a été influencée par les manuscrits grecs et indiens. Sur l'Iran de la période préislamique, les avis sont contrastés :
D'une part Ibn Khurram écrit dans son livre al Melal wa al-Nehal que Rhazès s'est inspiré des cinq principes des Iraniens antiques dans lesquels il croyait :
- le créateur - Ahura Mazda
- Satan - Ahriman
- le moment - le temps
- le lieu
- l'essence - l'esprit

La même chose est mentionnée par Al-Mas'ûdî dans son livre Moruj oz-Zahab. Sohrevardi mentionne dans la préface de son livre de citations philosophiques des termes empruntés au langage vieux-persan et d'expressions qui dérivent des zoroastriens et des manichéens.
D'autre part Ibn Khaldoun écrit dans des Prolégomènes à une histoire universelle (Muqaddima) : « Que sont devenues les sciences des Perses dont les écrits, à l’époque de la conquête, furent anéantis par ordre d’Omar ? Où sont les sciences des Chaldéens, des Assyriens, des habitants de Babylone ?... Où sont les sciences qui, plus anciennement, ont régné chez les Coptes ? Il est une seule nation, celle des Grecs, dont nous possédons exclusivement les productions scientifiques, et cela grâce aux soins que prit El-Mamoun de faire traduire ces ouvrages. »
Les Abbassides accordèrent cependant une attention spéciale à la science dans leur cour de Bagdad, de même que les différents dirigeants de Perse comme les Khwârazm-Shahs, les Samanides, les Ziyarides et les Bouyides, et cet intérêt a atteint son pic à la fin du XIe siècle et au début du XIIe siècle, mais le déclin fut notable après les invasions turkmènes et mongoles. C'est l'époque d'Omar Khayyam dont les écrits tant mathématiques que poétiques et philosophiques restent réédités largement dans plusieurs langues aujourd'hui, 2016.
Les scientifiques iraniens connaissaient le syriaque, le grec et le moyen-persan et les sciences originaires d'Inde, et ont traduit de nombreux livres scientifiques en arabe. Ces scientifiques étaient par exemple Al Bakhtyashu, Naubakht (en), Al-Masouyeh, Abdollah Ibn Moqaffa, Ali Ibn Ziad Tammimi, Ibn Sahl, Yusof Al Naqel, Isa Ibn Chaharbakht, Yatr Ibn Rostam Al Kouhi et Abu Reyhan Biruni, célèbre traducteur d'ouvrages indiens.
Le savoir de la Grèce antique, de l'Inde et d'Alexandrie a donc été traduit en arabe, à mesure des conquêtes des villes perses et byzantines, par des scientifiques d'origine perse ou arabe, évitant ainsi que cette conquête laisse se perdre un trésor scientifique comme sous Omar si l'on en croit Ibn Khaldoun. Les troupes n'étant pas a priori lettrées, on ne peut exclure que les manuscrits des villes pillées aient fait partie du butin et vendus à quelques connaisseurs. Le résultat est là : une partie significative de ce savoir fut conservée.
Un des plus grands mathématiciens du haut Moyen Âge (IXe siècle) est al-Khuwarizmi, né dans l'actuel Ouzbékistan, dont les travaux ont influencé la culture islamique et occidentale après le XIIe siècle. Ce mathématicien a systématisé l'étude d'algorithmes comme celui d'Euclide, étudiant tout particulièrement les critères pouvant garantir qu'ils se termineraient, et a développé une forme d'algèbre plus évoluée que celle de Diophante, mais toujours sans exposants numériques. Il établit en son célèbre Traité du système de numération des Indiens qui, étant rédigé en arabe, propagea leur numération décimale dans tout l'Empire. Ses travaux en algèbre ont été traduits en latin par Gérard de Crémone dans un ouvrage intitulé De jebra et almucabola. Robert de Chester a aussi traduit l'ouvrage sous le titre Liber algebras et almucabala. Les travaux de Khwarizmi ont, selon Donald Hill « exercé une influence profonde sur le développement de la pensée mathématique dans l'occident médiéval ».
Les mathématiques ont par la suite été développées par Abu Abbas Fazl Hatam, les frères Banu Musa, Farahani, Omar Ibn Farakhan, Abu Zeid Ahmad Ibn Soheil Balkhi, Abul Vafa Bouzjani, Abu Jaafar Khan, Bijan Ibn Rostam Kouhi, Ahmad Ibn Abdul Jalil Qomi, Bu Nasr Iraqi, Abu Reyhan Biruni, Neishaburi, Qatan Marvazi, Massoudi Ghaznavi, Nasir ad-Din at-Tusi, and Ghiasseddin Jamshidi Kashani entre le IXe siècle et le XIIIe siècle.
En médecine, Mansour Davaniqi, fondateur de Bagdad, invite des scientifiques de Gundishapur à vivre dans la ville. Parmi eux se trouve Jurjis Ibn Jebreel Ibn Bakhtyasu, chrétien nestorien perse, auteur d'un livre détaillé de médecine compilant tous les sujets connus à l'époque. Le premier musulman a écrire à propos de la médecine sera le perse Ali Ibn Rabn Tabari, qui regroupe tout le savoir médical venant de Grèce, d'Inde et de Perse antique.
Rhazes, au Xe siècle, écrit des livres de médecine qui seront traduits en latin et imprimés[Quoi ?] plusieurs fois par la suite. Au savoir relaté dans des ouvrages anciens, Rhazes ajoute sa propre expérience de soins aux blessés dans les combats. Son disciple Abu Bakr Joveini écrira le premier livre de médecine complet en persan moderne, un des plus anciens ouvrages rédigés dans cette langue. Rhazes est considéré comme le fondateur de la médecine pratique. Il introduisit aussi la distinction entre poids net ou brut des substances.
Le troisième auteur important en médecine est Ali Ibn Abbas Majussi Ahwazi, médecin de la cour de l'émir bouyide 'Adhud ad-Dawla Fannâ Khusraw, aux œuvres elles aussi traduites en latin et recopiées à plusieurs reprises. Ces ouvrages seront considérés comme les œuvres les plus complètes dans le domaine médical jusqu'aux travaux d'Avicenne (Abu Ali Sina), auteur de plusieurs ouvrages et essais scientifiques. Ses Canons ou Préceptes de médecine ont été utilisés pendant des siècles par les Européens, et étaient encore cités par les médecins du temps de Molière.
Plusieurs médecins réputés apparurent après Avicenne. Aucun n'a eu l'importance d'Al-Juzjani, dont le livre plus complet que les Canons d'Avicenne est considéré[Par qui ?] comme le meilleur livre médical jamais écrit en persan. Des Iraniens écrivirent sur d'autres sujets comme botanique, pharmacologie, chimie (non quantitative), zoologie et minéralogie. Rhazès et Al-Biruni ont déjà été cités plus haut. On suppose l'alcool et l'acide sulfurique découverts par Rhazès. Biruni a calculé la densité de plusieurs substances avec précision, mais ne s'intéressa pas au poids de leurs combinaisons chimiques.
Vers l'an Mil, avant Copernic donc, Al-Biruni écrit une encyclopédie astronomique mentionnant la possibilité du géocentrisme évoquée brièvement par Aristarque de Samos vers -280.
Au XIIIe siècle, Nasir ad-Din at-Tusi développe une théorie basique de la constitution et du changement des espèces, plus élaborée que celle de Démocrite sans avoir encore le volume de documentation d'Alfred Russel Wallace ou de Charles Darwin rendu possible par la circumnavigation. Alors que Wallace et Darwin utilisent la méthode inductive, pour inférer des règles possibles à partir des descriptions ou observation de plantes et d'animaux concrets, Tusi utilise une approche plus conceptuelle qui évoque ce que seront plus tard celles de Lamarck, voire de Bergson : Tusi suppose en effet que la "variabilité de la descendance" serait la force principale d'une évolution, que celle-ci soit prise en main ou non par des éleveurs. Selon lui, toutes les lignées d'organismes vivants sont susceptibles de se modifier, et cette variabilité serait héréditaire : "les organismes qui peuvent gagner de nouvelles caractéristiques plus rapidement sont plus variables. Ils gagnent alors des avantages sur d'autres créatures.". On est déjà proche de l'idée darwinienne. Tusi suggère : « Les corps changent à cause des interactions internes et externes »[réf. souhaitée] - influences grégaire, humaine ou environnementale. Il écrit cependant, de façon plus mystique : « regardez le monde des animaux et des oiseaux. Ils ont tout ce qui leur est nécessaire pour se défendre, se protéger et vivre au quotidien, dont la force, le courage et les outils [organes] appropriés ». Tusi croyait que les humains était dérivés d'animaux avancés. Il suppose différentes formes de transition entre le monde humain et animal, en disant : « De tels humains [probablement des singes anthropoïdes] vivent dans le sud du Soudan et dans d'autres coins du monde. Ils sont près des animaux par leurs habitudes et leur comportement ». Tusi suppose les humains liés à toutes les créatures, vivantes comme inanimées, de la Nature : « L'humain a des caractéristiques qui le distinguent des autres créatures, mais il a d'autres caractéristiques qui l'unissent au monde animal, au royaume végétal et même avec les corps inanimés. » Cependant, sa vision d'une évolution opère dans un contexte islamique strict : il n'élabore pas, contrairement à Darwin, de vision matérialiste à partir de ses constatations. Plus réservé que ne le sera Darwin, il s'exprime au conditionnel et n'apporte pas de données empiriques[Quoi ?] à ses théories. Ces arguments, n'en préfigurent pas moins une idée de sélection naturelle.
Tusi croyait que la matière pouvait changer, mais pas disparaître entièrement. Il écrit : « Un corps composé de matière ne peut pas disparaître complètement. Il change seulement sa forme, sa condition, sa composition, sa couleur et ses autres propriétés et se transforme alors en une manière élémentaire ou complexe différente. » Cinq cents ans plus tard, Lomonosov (1711-1765) et Antoine Lavoisier (1743-1794) élaboreront la loi de conservation de la matière explicitant en termes quantitatifs la même idée.
Jabir Ibn Hayyan, chimiste iranien mort en 804 à Tus (Khorasan) consigne ses découvertes dans une encyclopédie et de nombreux traités couvrant deux mille œuvres qui serviront aux premiers chimistes européens[réf. nécessaire] du XVIIIe siècle, et particulièrement Lavoisier[réf. nécessaire].
Ces travaux ont été utilisés en teintures et leurs applications dans les domaines de la tannerie et du textile, distillation de plantes et de fleurs, parfums, pharmacie thérapeutique, amélioration de la poudres à canon, que l'Islam a acquis[Quoi ?] des Chinois avant l'Occident[Quand ?][réf. nécessaire].

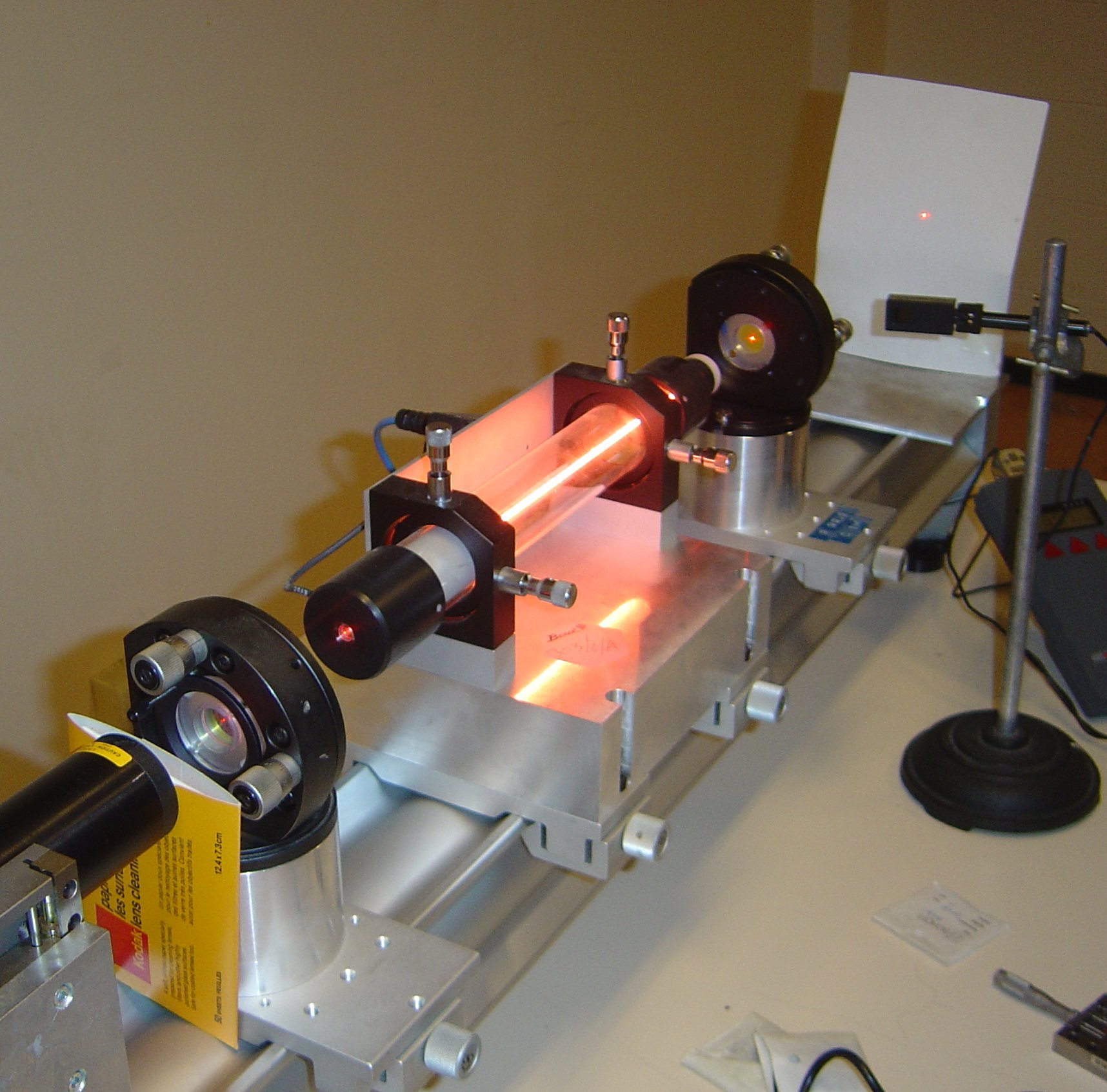
L'héritage laissé par Alhazen a été utile dans la création de l'optique moderne (

Alhazen est né en 965 à Bassorah (qui était alors en Perse). Il est considéré comme père de l'optique pour ses écrits et ses expériences sur les lentilles, les miroirs, la réfraction et la réflexion. Il explique que la vision résulte de la lumière qui est transmise à l’œil par un objet, et non d'un regard "émis" par l'œil lui-même et reflété en retour, comme Aristote le pensait[réf. souhaitée]. Il résout le problème de trouver l'ensemble des points sur un miroir sphérique à partir desquels la lumière sera réfléchie vers un point donné, formalisant la légende d'Archimède incendiant la flotte perse. Par ses études sur la réfraction, il estime une hauteur[Laquelle ?] de l'atmosphère, et aussi que le crépuscule provient de la réfraction de la lumière du soleil quand il est juste en dessous de l'horizon.

## Philosophie en Perse
Pour la philosophie dans l'Iran moderne, voir: Mouvements intellectuels en Iran
Pendant l'Antiquité, la Perse était connue en Occident comme la terre où le soleil de la philosophie brillait avec force, au point que Plotin serait entré dans l'armée romaine avec l'espoir qu'il pourrait aller en Perse et rencontrer ses philosophes. De plus, quand ce qui restait de l'Académie de Platon fut fermé par les Byzantins, les philosophes qui en faisaient partie se sont réfugiés en Perse.
Zoroastre était lui-même connu du monde antique non seulement comme un prophète, mais aussi comme un philosophe.
Concernant la philosophie du monde arabo-musulman, dont les premières écoles ont beaucoup influencé l'Occident, la plupart de ses grands personnages étaient Perses ou étaient originaires du Monde iranien.

## Sciences dans l'Iran moderne
Les scientifiques iraniens s'ouvrent avec précaution au monde extérieur, et ils essaient de faire revivre l'âge d'or de la science en Perse. De nombreux scientifiques, ainsi que l'Académie iranienne des sciences médicales et l'Académie des sciences d'Iran sont impliqués dans ce renouveau. L'Iran a multiplié par dix ses publications entre 1996 et 2004 et a été classé premier en termes de taux de croissance, suivi par la Chine
L'Iran est le bon exemple d'un pays qui a fait des avancées considérables en se concentrant sur l'éducation et la formation. Malgré les sanctions subies pendant les décennies passées, les scientifiques iraniens ont tout de même produits des recherches de très bonne qualité. Leur taux de publication dans les journaux internationaux a quadruplé durant la décennie passée. Bien que ce taux de publication soit toujours très bas par rapport aux pays développés, cela place l'Iran a la première place parmi les pays islamiques. En 2022, l'Iran est classé en 53e position pour l'indice mondial de l'innovation.
En considérant la fuite des cerveaux dans le pays, et la pauvreté de ses relations diplomatiques et politiques avec les États-Unis et d'autres pays occidentaux, la communauté scientifique iranienne reste productive, même si les sanctions économiques américaines rendent difficile l'achat d'équipement par les universités ou l'envoi à l'étranger de scientifiques afin d'assister à des conférences, particulièrement aux États-Unis.
Les sciences appliquées et les sciences fondamentales sont assez développées en Iran. Les physiciens et les chimistes sont régulièrement publiés dans des revues à fort facteur d'impact. Malgré les limites posées par les fonds, les installations et les collaborations internationales, les scientifiques iraniens ont été très productifs dans des domaines tels que la pharmacologie, la chimie pharmaceutique, et la chimie organique et analytique. Des scientifiques iraniens sont en train d'aider à la construction du Solénoïde compact à muons, un détecteur destiné au Large Hadron Collider du CERN, qui sera mis en opération en 2007. Des installations de RMN, de microcalorimétrie, de dichroïsme circulaire ou d'autres permettant d'étudier les protéines existent en Iran depuis des décennies. La recherche sur la réparation de Tissu biologique émerge à peine dans les départements de biophysique.
Les biophysiciens iraniens ont acquis une réputation internationale depuis les années 1990.

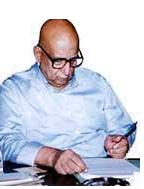
Naser Maleknia, professeur de médecine de l'école médicale de Téhéran.

Les sciences cliniques sont assez développées en Iran. Dans certains domaines comme la rhumatologie, l'hématologie et la transplantation de moelle, les iraniens sont parmi les meilleurs du monde. Le centre de recherche en hématologie/Oncologie & transplantation de moelle de l'université des sciences médicales de Téhéran, situé dans l'hôpital Shariati, est en fonction de 1991. Ce centre est des plus grands centres de transplantation de moëlle dans le monde et aussi un des plus remarquables au vu du nombre des transplantations réussies. D'après une étude faite en 2005, il existe des services d'hématologie et d'oncologie pédiatrique dans pratiquement toutes les grandes villes du pays, où 43 pédiatres certifiés par un conseil soignent les enfants atteints de cancer ou de désordres hématologiques. Il existe aussi un programme de partenariat entre les professionnels de cette spécialité et trois centres médicaux universitaires pour enfants. En plus de l'hématologie, la gastro-entérologie a aussi attiré de nombreux étudiants en médecine. Le centre de recherches en gastro-entérologie de l'université de Téhéran a produit un nombre croissant de publications depuis l'arrivée de ces étudiants.
Les transplantations d'organes modernes remontent à 1935, quand la première transplantation de la cornée fut faite par le professeur Mohammad-Qoli Shams à l'hôpital Farabi de Téhéran. Le centre de transplantation Nemazi de Shiraz est aussi une des unités pionnières en termes de greffes, qui a opéré la première greffe de rein en 1967 et la première greffe de foie en 1995. La première greffe de cœur faite en Iran remonte à 1993 à Tabriz. La première greffe de poumon a eu lieu en 2001, et la première transplantation cœur-poumons a eu lieu en 2002, toutes deux à l'université de Téhéran. Actuellement, les greffes de reins, de foies et de cœur sont faites de manière courante en Iran. La banque des tissus iraniens est la première et la seule banque de tissus multi-installations du pays et a commencé ces activités en 1994. En juin 2000, la loi autorisant la transplantation des organes après la mort cérébrale a été votée par le parlement, loi suivie de la création du réseau iranien pour les transplantations d'organe. Cette loi a aidé à augmenter les programmes de greffe de cœurs, de poumons et de foies. En 2003, l'Iran avait greffé 131 foies, 77 cœurs, 7 poumons, 211 moelles épinières, 20 581 cornées. Les sources de ces dons d'organes sont à 82 % des donneurs extérieurs à la famille, pour 8 % des membres de la famille, les 10 % restants étant des organes prises sur des personnes décédées en ayant fait le don. Le taux de survie des patients greffés d'un rein à trois ans étaient de 92,9 % et le taux de survie à 40 mois était de 85,9 %.
La Neuroscience est aussi émergente en Iran. Une poignée de programmes sur la neuroscience cognitive et appliquée ont été fondés dans le pays durant les dernières décennies.
Le "Centre d'excellence en conception, robotique et automatisation" a été créé en 2001 afin de promouvoir les activités d'enseignement et de recherche dans ces domaines. En plus de ces groupes, il existe maintenant plusieurs groupes qui travaillent sur la robotique dans des lycées iraniens.
Le gouvernement iranien consacre des fonds importants à la recherche dans le domaine des techniques de pointe comme la nanotechnologie, la biotechnologie, des cellules souches et des technologies de l'information.
En 2005, l'Iran a produit son premier riz génétiquement modifié, dont la production a été autorisée par les autorités, et qui est actuellement cultivé à buts commerciaux. En plus au riz génétiquement modifié, l'Iran a produit plusieurs plantes OGM en laboratoire, comme du maïs, du coton, de la pomme de terre et de la betterave résistant aux insectes; du blé plus résistant à la salinité et à la sécheresse. Le premier animal cloné d'Iran (une brebis) est né le 2 août 2006
Le gouvernement iranien consacre 150 milliards de rials (environ 15 millions d'€) pour construire un télescope, un observatoire et un programme de formation, le tout faisant partie d'une plan visant à construire les bases en termes d'astronomie dans le pays. L'Iran peut trouver des collaborateurs internationaux et devenir compétitive dans ce domaine, déclare Carl Akerlof (université du Michigan), un conseiller pour le projet iranien. « Pour un gouvernement qui est réputé être méfiant envers les étrangers, c'est un développement important. »

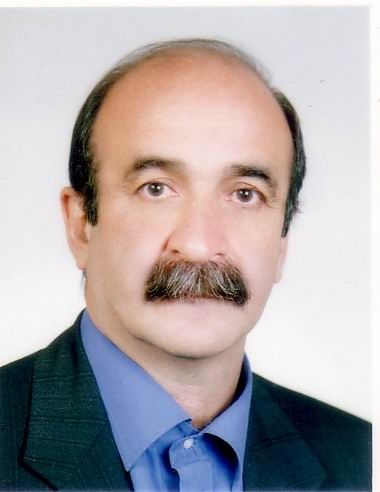
Ahmad Reza Dehpour, Meilleur chercheur iranien de l'année en 2006.

Parallèlement à la recherche académique, plusieurs entreprises ont été fondées en Iran durant les dernières décennies. CinnaGen Inc., par exemple, fondée en 1992, est une des entreprises de biotechnologie pionnières dans la région. CinnaGen a gagné les Récompenses de l'Innovation Biotechnologiques pour l'Asie 2005 grâce à leurs découvertes et leurs succès dans la recherche biotechnologique. Les compagnies de développement logiciel ont une croissance très forte. Au CeBIT 2006, dix compagnies de logiciel iraniennes ont présenté leurs produits
L'Iran organise tous les ans des festivals internationaux de science. Le Festival international Kharazmi des sciences fondamentales  et le festival annuel de recherche médicale Razi ont pour objectif de promouvoir la recherche originale en science, en technologie et en médecine en Iran.
Les iraniens accueillent toujours volontiers les scientifiques du monde entier pour une visite ou la participation dans des séminaires ou afin de collaborer. De nombreux lauréats du prix Nobel comme Bruce Alberts, F. Sherwood Rowland, Kurt Wüthrich et Pierre-Gilles de Gennes ont visité l'Iran après la révolution iranienne. Certaines universités ont accueilli des scientifiques américains et européens en tant que maîtres de conférences pendant des décennies.

### Contribution des iraniens à la science moderne
Les scientifiques iraniens contribuent aux travaux de la communauté scientifique internationale. Voici une liste de quelques découvertes et innovations dues à des scientifiques iraniens:
- En 1960, Ali Javan a inventé le premier laser à gaz.
- En 1973, une de formes de la logique floue a été développée par Lotfi Zadeh.
- Un cœur artificiel a été inventé par un cardiologue iranien, Toffy Musivand.
- L'Hémoglobine glycosylée a été découverte par Samuel Rahbar (en) puis introduite dans la communauté médicale.
- Le théorème de Vafa-Witten a été proposé par Cumrun Vafa, un théoricien des cordes d'origine iranienne et son collègue Edward Witten.
- L'équation de KPZ tire son nom de son découvreur, Mehran Kardar, un physicien iranien.
- La découverte des cellules souches spermatogoniques est due à Karim Nayernia
- L'invention des systèmes moléculaires à réplication organisée vaut le prix Feynman 1998 à Reza Ghadiri (en).
- La microscopie sous cisaillement est inventée par Mehdi Vaez-Iravani.

## Médecine en Iran

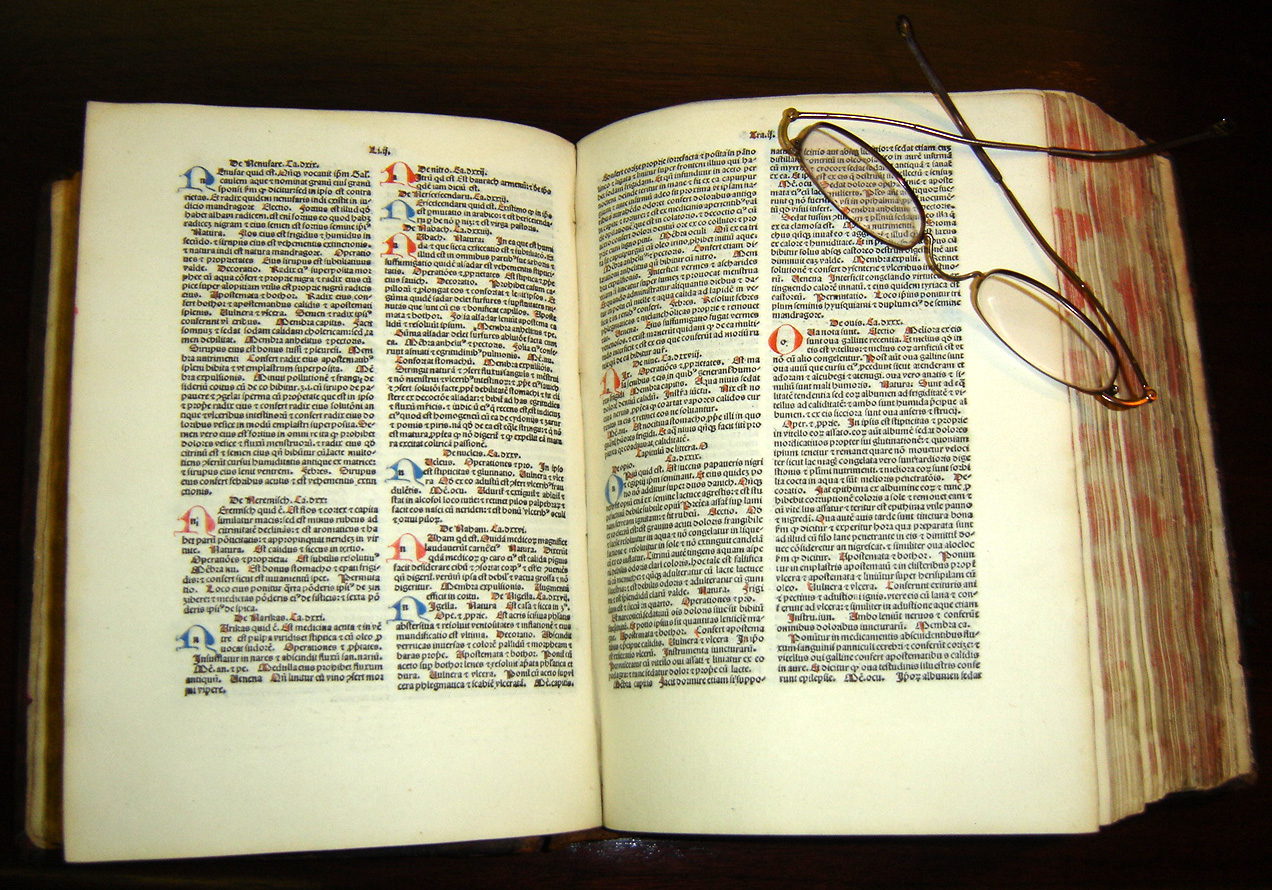
Une traduction en latin datant d'il y a cinq siècles des Canons de la Médecine, par Avicenne.

La pratique et l'étude de la médecine en Iran a une longue histoire. Le pays étant à la croisée des chemins entre l'orient et l'occident, il a fréquemment été au centre des développements à la fois de la médecine grecque et indienne. De nombreuses contributions propres à l'Iran ont aussi eut lieu au cours des périodes pré et post-islamiques.
Le premier hôpital d'enseignement connu, où les étudiants étaient autorisés à pratiquer sur des patients sous la supervision de médecin afin de parfaire leur éducation, faisait partie de l'Académie de Gundishapur, fondée au cours de la période Sassanide. Certains experts disent même que « le concept d'hôpital a été inventé en Perse. »
Des greffes médicales auraient été pratiquées à l'époque achéménide, comme le suggèrent les gravures des nombreuses chimères toujours présentes à Persépolis.
Plusieurs documents existent toujours, à partir desquels on peut connaître les défitions et les traitements des maux de tête en Perse médiévale. Les médecins listent divers signes et symptômes, les causes apparentes et les règles hygiéniques et diététiques permettant de prévenir les maux de tête. Les écrits médiévaux sont à la fois justes et vivants, et procurent une longue liste de substances utilisées afin de traiter les migraines. De nombreuses approches des médecins perses du Moyen Âge sont encore acceptées aujourd'hui, cependant, encore plus pourraient être utilisées dans la médecine moderne.
Au Xe siècle ou XIe siècle, dans le Shah Nameh, Ferdowsi décrit une césarienne effectuée sur Rudaba quand elle donne la vie, césarienne au cours de laquelle est utilisé un mélange à base de vin pour l'anesthésie, préparé par un prêtre zoroastrien. Bien que largement mythique, ce passage donne une idée de la notion d'anesthésie dans la Perse antique.
Après la conquête islamique de la Perse, la médecine a vu apparaître Rhazes et Ali Abbas, bien que ce soit Bagdad qui soit devenue l'héritière de l'académie médicale de Gundishapur.
La première encyclopédie médicale en persan, au lieu de l'habituelle lingua franca qu'était alors l'arabe, intitulée Dhakhira-i Khwarazmshahi, fut écrite entre 1111 et 1136 par Sayyed Ismail Gorgani.
On peut se faire une idée du nombre de livres composées en Persan dans Zur Quellenkunde der Persischen Medizin de Adolf Fonahn (en), publié en 1910 à Leipzig. L'auteur énumère plus de 400 ouvrages de médecine en persan, en excluant ceux comme Avicenne qui écrivaient en arabe. Les historiographes Meyerhof, Casey Wood, et Hirschberg ont relevé les noms d'au moins 80 auteurs qui ont contribué à des traités d'ophtalmologie depuis le début du IXe siècle jusqu'au XIVe siècle.
À part, on peut trouver deux autres œuvres qui ont attiré l'attention en Europe médiévale: Materia Medica (950 env.) de Abu Mansur Muwaffaq et l'Anatomie illustrée de Mansur ibn Muhammad écrite en 1396.
La médecine académique moderne commence en Iran avec l'établissement d'une école médicale par Joseph Cochran à Orumieh en 1878. Le site web de l'université d'Orumieh dit que c'est à lui qu'on peut attribuer la création de la « première école de médecine contemporaine » ainsi que la baisse de la mortalité infantile dans la région.

### Général
- Histoire des sciences
- Mathématiques arabes
- Mouvements intellectuels en Iran

### Organisations principales
- Organisation de l'énergie atomique d'Iran

### Organisations scientifiques principales en Iran
- Ministère iranien de la Science, de la recherche et de la technologie
- Association iranienne de physique médicale
- Organisation de la recherche iranienne pour la science et la technologie
- Réseau Science Iran
- Institut Pasteur en Iran
- Centre d'études en Biotechnologie
- Institut iranien de philosophie
- Institut national iranien de recherche sur l'énergie
- Centre national de recherches pour la biotechnologie et l'ingénierie génétique
- Académie des sciences iranienne
- Académie des sciences médicales iranienne

### Parcs de science en province
- Province du Khorasan
- Province d'Azerbaïdjan oriental
- Province de Semnan
- Province de Gilan
- Province de Yazd
- Province de Markazi
- Province d'Ispahan

### Autres
- (en) Iranian Science: Iran's Scientists Cautiously Reach Out to the World
- (en) Iranian Science: An Islamic Science Revolution?
- (en) Iranian Science: Iranian Women Hear the Call of Science
- (en) Iranian neuroscience: The brains trust of Tehran